# Ferdinand Lechner
Ferdinand Lechner (1954) è un ex sciatore alpino tedesco che gareggiò per la nazionale tedesca occidentale.

## Biografia
Lechner vinse la medaglia d'i bronzo nello slalom speciale agli Europei juniores di Madonna di Campiglio 1972; non debuttò in Coppa del Mondo e non prese parte a rassegne olimpiche o iridate.

## Palmarès

### Europai juniores
- 1 medaglia[1]:
  - 1 bronzo (slalom speciale a Madonna di Campiglio 1972)